# Jozef Cseres
Jozef Cseres (* 13. července 1961, Nové Zámky) je multimediální umělec (pod uměleckým pseudonymem HEyeRMEarS), muzikolog a vysokoškolský pedagog slovenského původu.

## Život a dílo
V letech 1985–1989 vystudoval Univerzitu Komenského v Bratislavě. Působil jako lektor estetiky, filozofie hudby a výtvarného umění na Univerzitě Komenského v Bratislavě, hudební akademii v Banské Bystrici a Fakultě výtvarných umění VUT v Brně. V lednu 1990 společně se slovenským umělcem Milanem Adamčiakem Cseres a jiní založili organizaci SNEH (Society for Non- tradiční hudby). Cílem bylo zdokumentovat intermediální scénu na Slovensku, prezentovat a konfrontovat ji v domácím i zahraničním prostředí. SNEH také uspořádala alternativní hudební festival Sound Off (1995 - 2002), který byl založen Jozefem Cseresem a Michalem Murínem. V polovině roku 1990 také spolupracoval s mnoha umělci v České republice (David Šubík, Zdenek Plachý, Marian Palla, Miloš Štědroň, atd.) na vytvoření střediska experimentální kultury Skleněná louka v Brně. V roce 1997 se stal ředitelem Rosenberg muzea na Slovensku, které bylo vytvořeno na základě konceptu Jon Rose. Základy rožmberského muzea jsou směsí historie a konkrétnosti s beletrií, umění, světové tvorby, hry a humoru. Od roku 1999 do roku 2010 byl členem redakční rady prestižního maďarského magazínu o umění Magyar Műhely. V roce 2000 společně s Michalem Murínem založil občanské sdružení K2IC v Nových Zámcích s cílem dohlížet a propojit neziskové činnosti v oblasti intermediální tvorby. Zde organizoval sérii koncertů - Not So Good Music. V současné době žije a tvoří v Brně a přednáší na Filozofické fakultě Masarykovy univerzity.

## Knihy (výběr)
- Hudobné Simulakrá, Bratislava: Hudobné centrum, 2001. 192 stran. ISBN 8088884306.
- Hermes´ Ear, Brno: Dům umění města Brna, 2009. 80 stran. ISBN 9798070091554.
- Lengow & Heyermears : gambling with arts, Banská Bystrica: Akadémia umení, Fakulta výtvarných umení, 2010. ISBN 9788089078868.

## Výstavy (výběr)
- Intermedia/Tribute to Dick Higgins, Budapest, (1999)
- Warholes, Medzilaborce, (1999)
- String Em Up, Rotterdam, (1999)
- Typewriting Aloud - Typoxxs Allowed, Nové Zámky, Budapest (2002–2003)
- Limes - Periferia, Budapest, (2003)
- Hermes´ Ear, Nitra, Opava, Budapest, Brno, (2006–2009)
- Concepto Grosso, Budapest, (2010)
- Andreas Bosshard: Klanghimmel MQ, Wien, (2011)
- Membra Disjecta for John Cage: Wanting to Say Something About John, Prague, Wien, Ostrava (2012)